# La Ferrière-Bochard
 La Ferrière-Bochard  es una población y comuna francesa, situada en la región de Baja Normandía, departamento de Orne, en el distrito de Alençon y cantón de Alençon-1.

## Demografía
| 399 | 401 | 430 | 535 | 572 | 603 |
| Para los censos de 1962 a 1999 la población legal corresponde a la población sin duplicidades (Fuente: INSEE [Consultar]) |     |     |     |     |     |